# Coprophanaeus chiriquensis
Coprophanaeus chiriquensis là một loài bọ cánh cứng trong họ Bọ hung (Scarabaeidae).